# Tenis la Jocurile Olimpice de vară din 2024 - dublu mixt
Proba de tenis dublu mixt la Jocurile Olimpice de vară din 2024 a avut loc în perioada 29 iulie – 3 august 2024 pe Stade Roland Garros, în Paris, Franța. Participă 64 de jucătoare (32 de perechi) din 22 de națiuni. Turneul a fost organizat de Federația Internațională de Tenis și de Comitetul Internațional Olimpic. Dublul mixt a făcut parte din circuitul ATP masculin și din circuitul WTA feminin. Nu s-au adăugat puncte în clasament. S-au jucat în două seturi. Un tiebreak în șapte puncte a încheiat primele două seturi care au ajuns la 6–6, în timp ce setul al treilea va fi un singur tiebreak până când o echipă înscrie zece puncte, fiind în același timp la două puncte distanță.
Andrei Rubliov și Anastasia Pavliucenkova au fost actualii medaliați cu aur din 2021, dar nici unul dintre ei n-a participat la Jocurile Olimpice din acest an.
Kateřina Siniaková și Tomáš Macháč din Cehia i-au învins pe Wang Xinyu și Zhang Zhizhen din China în finală, 6-2, 5-7, [10-8], câștigând medalia de aur la tenis dublu mixt la Jocurile Olimpice de vară din 2024.  A fost prima medalie olimpică a Cehiei la tenis dublu mixt, iar Siniaková a obținut a doua medalie olimpică de aur după ce a câștigat proba de dublu feminin în 2021. În meciul pentru medalia de bronz, Gabriela Dabrowski și Félix Auger-Aliassime din Canada i-au învins pe Demi Schuurs și Wesley Koolhof din Țările de Jos, cu 6-3, 7-6(7-2). A fost a doua medalie olimpică la tenis pentru Canada. La tragerea la sorți au participat 32 de jucători (16 echipe) din 16 națiuni.

## Capi de serie
01.    Laura Siegemund (GER) /  Alexander Zverev (GER) (runda unu)
02.    Ellen Perez (AUS) /  Matthew Ebden (AUS) (sferturi de finală)
03.    Coco Gauff (USA) /  Taylor Fritz (USA) (sferturi de finală)
04.    Maria Sakkari (GRE) /  Stefanos Tsitsipas (GRE) (runda unu)

## Tabloul principal

#### Explicația simbolurilor
- Q = calificare
- WC = Wild card
- LL = Lucky loser
- Alt = înlocuitor
- SE = scutire specială
- PR = clasament protejat
- ITF = calificat prin clasament ITF
- JE = junior scutit
- w/o = victorie fără opoziție
- r = retras
- d = descalificat

|  | Runda unu 29–30 iulie | Runda unu 29–30 iulie                     | Runda unu 29–30 iulie | Runda unu 29–30 iulie | Runda unu 29–30 iulie |  |  | Sferturi de finală 31 iulie | Sferturi de finală 31 iulie               | Sferturi de finală 31 iulie | Sferturi de finală 31 iulie               | Sferturi de finală 31 iulie |   |      | Semifinale 1 august | Semifinale 1 august              | Semifinale 1 august | Semifinale 1 august          | Semifinale 1 august |   |     | Medalia aur 2 august   | Medalia aur 2 august                      | Medalia aur 2 august   | Medalia aur 2 august   | Medalia aur 2 august   |  |
|  |                       |                                           |                       |                       |                       |  |  |                             |                                           |                             |                                           |                             |   |      |                     |                                  |                     |                              |                     |   |     |                        |                                           |                        |                        |                        |  |
|  | 1                     | L Siegemund (GER) A Zverev (GER)          | 4                     | 5                     |                       |  |  |                             |                                           |                             |                                           |                             |   |      |                     |                                  |                     |                              |                     |   |     |                        |                                           |                        |                        |                        |  |
|  |                       | K Siniaková (CZE) T Macháč (CZE)          | 6                     | 7                     |                       |  |  |                             | K Siniaková (CZE) T Macháč (CZE)          | 7                           | 6                                         |                             |   |      |                     |                                  |                     |                              |                     |   |     |                        |                                           |                        |                        |                        |  |
|  |                       | C Garcia (FRA) E Roger-Vasselin (FRA)     | 4                     | 6                     | [7]                   |  |  | PR                          | E Shibahara (JPN) K Nishikori (JPN)       | 5                           | 2                                         |                             |   |      |                     |                                  |                     |                              |                     |   |     |                        |                                           |                        |                        |                        |  |
|  |                       | E Shibahara (JPN) K Nishikori (JPN)       | 6                     | 3                     | [10]                  |  |  |                             |                                           |                             |                                           |                             |   |      |                     | K Siniaková (CZE) T Macháč (CZE) | 6                   | 6                            |                     |   |     |                        |                                           |                        |                        |                        |  |
|  | 3                     | C Gauff (USA) T Fritz (USA)               | 6                     | 6                     | [10]                  |  |  |                             |                                           |                             | G Dabrowski (CAN) F Auger-Aliassime (CAN) | 3                           | 3 |      |                     |                                  |                     |                              |                     |   |     |                        |                                           |                        |                        |                        |  |
|  | Alt                   | N Podoroska (ARG) M González (ARG)        | 1                     | 78                    | [5]                   |  |  | 3                           | C Gauff (USA) T Fritz (USA)               | 62                          | 6                                         | [8]                         |   |      |                     |                                  |                     |                              |                     |   |     |                        |                                           |                        |                        |                        |  |
|  |                       | H Watson (GBR) J Salisbury (GBR)          | 5                     | 6                     | [3]                   |  |  |                             | G Dabrowski (CAN) F Auger-Aliassime (CAN) | 7                           | 3                                         | [10]                        |   |      |                     |                                  |                     |                              |                     |   |     |                        |                                           |                        |                        |                        |  |
|  |                       | G Dabrowski (CAN) F Auger-Aliassime (CAN) | 7                     | 4                     | [10]                  |  |  |                             |                                           |                             |                                           |                             |   |      |                     | K Siniaková (CZE) T Macháč (CZE) | 6                   | 5                            | [10]                |   |     |                        |                                           |                        |                        |                        |  |
|  |                       | S Errani (ITA) A Vavassori (ITA)          | 6                     | 6                     |                       |  |  |                             |                                           |                             |                                           |                             |   |      |                     |                                  | Alt                 | Xin Wang (CHN) Z Zhang (CHN) | 2                   | 7 | [8] |                        |                                           |                        |                        |                        |  |
|  |                       | M Andreeva D Medvedev                     | 3                     | 2                     |                       |  |  |                             | S Errani (ITA) A Vavassori (ITA)          | 7                           | 3                                         | [9]                         |   |      |                     |                                  |                     |                              |                     |   |     |                        |                                           |                        |                        |                        |  |
|  |                       | D Schuurs (NED) W Koolhof (NED)           | 6                     | 7                     |                       |  |  |                             | D Schuurs (NED) W Koolhof (NED)           | 64                          | 6                                         | [11]                        |   |      |                     |                                  |                     |                              |                     |   |     |                        |                                           |                        |                        |                        |  |
|  | 4                     | M Sakkari (GRE) S Tsitsipas (GRE)         | 4                     | 63                    |                       |  |  |                             |                                           |                             |                                           |                             |   |      |                     | D Schuurs (NED) W Koolhof (NED)  | 6                   | 4                            | [4]                 |   |     | Medalia bronz 2 august | Medalia bronz 2 august                    | Medalia bronz 2 august | Medalia bronz 2 august | Medalia bronz 2 august |  |
|  | Alt                   | L Stefani (BRA) T Seyboth Wild (BRA)      | 6                     | 3                     | [8]                   |  |  |                             |                                           | Alt                         | Xin Wang (CHN) Z Zhang (CHN)              | 2                           | 6 | [10] |                     |                                  |                     |                              |                     |   |     |                        |                                           |                        |                        |                        |  |
|  | Alt                   | Xin Wang (CHN) Z Zhang (CHN)              | 3                     | 6                     | [10]                  |  |  | Alt                         | Xin Wang (CHN) Z Zhang (CHN)              | 68                          | 710                                       | [10]                        |   |      |                     |                                  |                     |                              |                     |   |     |                        | G Dabrowski (CAN) F Auger-Aliassime (CAN) | 6                      | 7                      |                        |  |
|  |                       | S Sorribes Tormo (ESP) M Granollers (ESP) | 3                     | 4                     |                       |  |  | 2                           | E Perez (AUS) M Ebden (AUS)               | 710                         | 68                                        | [5]                         |   |      |                     | D Schuurs (NED) W Koolhof (NED)  | 3                   | 62                           |                     |   |     |                        |                                           |                        |                        |                        |  |
|  | 2                     | E Perez (AUS) M Ebden (AUS)               | 6                     | 6                     |                       |  |  |                             |                                           |                             |                                           |                             |   |      |                     |                                  |                     |                              |                     |   |     |                        |                                           |                        |                        |                        |  |